# Фуркалка

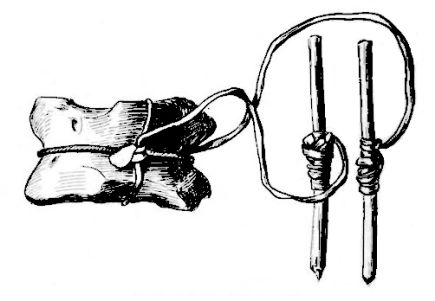
Кістяна фуркалка індіанського народу Крі 1912 р.

Фу́ркало, фу́ркальце, фуркотало, ху́ркало, або дзижча́лка — взаємозамінні назви різних українських популярних стародавніх дитячих іграшок, що виготовлялися із невеличких дерев'яних паличок, пластинок чи свинячих кісточок, які закріплювались на нитці. Всі вони видають характерний шум.

## Фуркалка з кістки або ґудзику

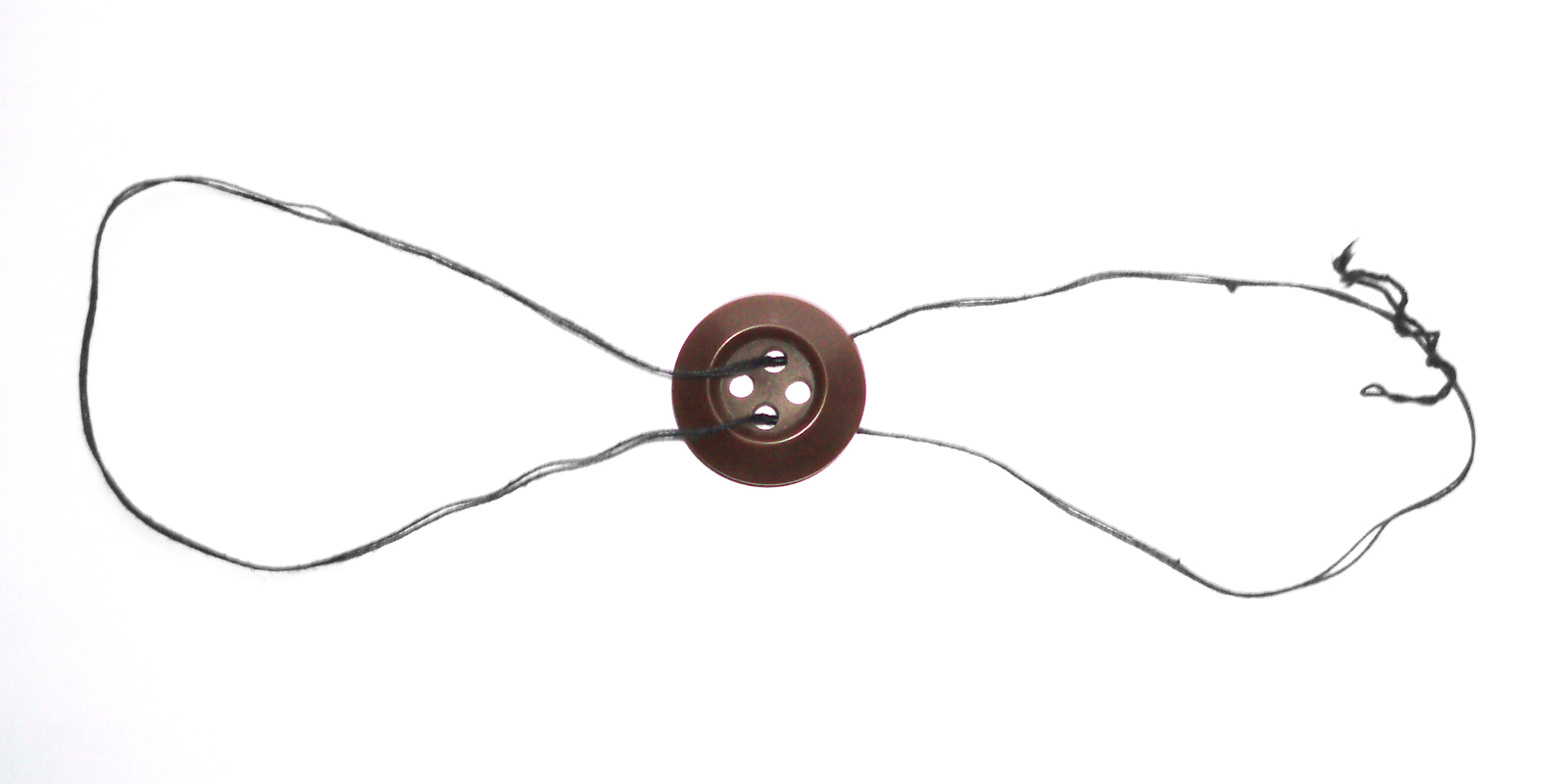
Фуркалка з ґудзику

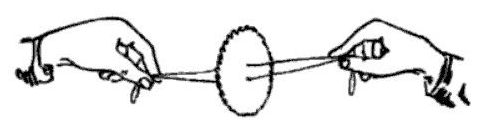
Американська фуркалка «The Saw-Mill» 1907 р.

Фуркалка (англ. buzzer, button-on-a-string, button whirligig) — найпоширеніша українська дитяча забавка на селі, виготовлена з хрящової кістки свині або з ґудзику й протягнутої крізь неї зв'язаної кільцем мотузки, так що з обох боків з'являлися петлі. Назва походить від характерного звуку («фуркання»), що видає паличка коли розкручувалася при зсукуванні та розкручуванні нитки. Вважається, що за первісного ладу це був музичний інструмент, який згодом перетворився у дитячу забаву. Досвідчений гравець за допомогою фуркали міг створювати різні мелодії.
Гралися нею так: брали обома руками за петлі й накручували тугий вузол доки не затискало пальців. Після того розводили руки й кістка починала швидко розкручуватись й знову закручуватись, видаючи характерні низькочастотні звуки урчання. Принцип роботи дзиґи. Забава тривала доки фуркалка не перетре нитки й не зірветься. Гралися на час, у кого довше; на силу, у кого голосніше урчатиме; на жарт, хто кому в лоба запустить. Забавка досить травматична, бо щоб ліпше дослухатися до звуків, що вона видавала, руки підносили якнайближче до вуха й, зірвавшись, кістка била в уразливе місце. Гра була пов'язана з важливою селянською справою — різанням свині. Забавку робили щоб не відволікала малеча, яка не була задіяна в цій справі.

## Фуркало або фуркальце з дощечки

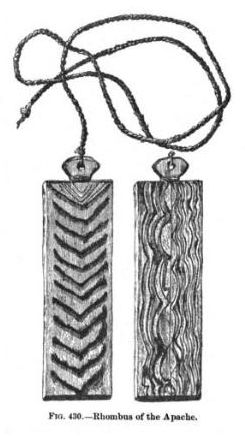
Релігійні фуркали індіанського народу Апачі 1892 р.

Фуркало, фуркальце або фуркотало (англ. Bullroarer) — це дитяча іграшка або древній ритуальний музичний інструмент та засіб комунікації на великій відстані. Воно відноситься до періоду палеоліту, зустрічаючись в Україні починаючи з 17000 до н. е. Воно знаходиться в Європі, Азії, Індійського субконтиненту, Африки, Північної та Південної Америки, а також Австралії.
У Ковелі ж на Волині фуркало виготовляють з дерева. Беруть обрізок драниць (тоненької дощечки для оббивання стін і стелі під штукатурку, для покриття дахів тощо) і з'єднують з ручкою (може бути та сама драниця) за допомогою крученої мотузки. Взявши пристрій за ручку, обертають драниці по радіусу з прискоренням. Внаслідок тертя деревини з повітрям дістаємо протяжний звук — «фуркання». До речі, наші пращури фуркалом відганяли не тільки злих духів від хати, а й темної пори злих собак.

## Літературні посилання
- Самчук Улас, «Волинь»: …вийшов нарешті і пан живий та веселий і хоч тяжкий, а вертлявий, як фурґало.
- Марко Лукич Кропивницький, «Автобіографія»: …А як почав акробат перекидатись на трапеції: то звисаючи головою вниз, то крутячись фуркалом на качалці, декотрі зашепотіли, що це він не своїм духом…
- В. Даль, «Словарь живого русского языка»: Фуркать — див. Фурать... Фуркало, фуркалило (ср. род) — праща, пращица, детская игрушка.
- Петро Горщарук «ДИРЕКТОР МУЗЕЮ, ЯКОГО… НЕМАЄ, виточував дитячі іграшки Лесі Українки»: «Це були деркачі-тріскунці, торохтушки, фуркала, тарадайки, калатала, візки, вітрячки, пташки-свистунці та інші забавки для дітей.»
- Василь Скуратівський. «Поліття». Найоригінальніші, а звідси найдавніші, на мою думку, є музичні забавлянки, які в нас називали фуркалками[недоступне посилання з липня 2019].